# Screencast
Ein Screencast (engl.), eine Bildschirmaufzeichnung oder eine Bildschirmaufnahme ist eine Video-Aufzeichnung, die die Abläufe bei der Verwendung von Software am Computer-Bildschirm wiedergibt und gegebenenfalls beschreibt. Abläufe können von Audio-Kommentaren begleitet sein. So, wie ein Screenshot eine einzelne Aufnahme des Bildschirms darstellt, ist der Screencast eine Folge von solchen Bildern.
Man differenziert zwischen Screencasts im engeren Sinn, d. h. Videos, die über einen langen Zeitraum im Internet zur Verfügung stehen und beliebig oft abgerufen werden können, und jenen Bildschirmaufnahmen, die in Echtzeit übertragen werden – diese werden eher unter dem Begriff Desktop-Sharing zusammengefasst. Der technische Unterschied ist gering.

## Geschichte
Software zur Aufzeichnung von Bildschirmaktivitäten in Form von Videos gibt es schon seit mindestens 1993. Ein Beispiel dafür ist Lotus CamStudio. Bekannte Hersteller benannten (und benennen) die aus der jeweiligen Software entstehenden Werke sehr unterschiedlich, wie zum Beispiel screen recording, screen capture oder auch viewlet.
Im Laufe der Zeit wurden die „Bildschirmvideos“ aber immer professioneller, so dass es sich lohnte, sie in eine extra Kategorie zu fassen. Denn mit einfachem Zusammenkleben von Bildern, wie man es z. B. von GIF-Animationen kennt, sind Screencasts nicht mehr zu vergleichen. Gerade weil diese so kurz sind, wird auf jedes Detail geachtet, oft wird die Aufmerksamkeit des Zuschauers durch Spotlighting auf die wesentlichen Bildbestandteile geleitet.
In der letzteren Zeit wurden die Begriffe Screen Capture oder Video Capture auch in einem anderen Bereich bekannt. Denn mit steigender Hardwareleistung und verbesserten Programmen ist es möglich, sogenannte analoge Privatkopien zu erstellen und damit Urheberrechte zu umgehen. Die Rechtslage ist unklar.

## Herkunft des Begriffs Screencast
Geprägt wurde der englische Begriff Screencast vom Kolumnisten und Computerbuch-Autor Jon Udell, nachdem er in seinem Blog Mitte November 2004 dazu aufgerufen hatte, Begriffsvorschläge für diese Form von Videos zu unterbreiten. Inspiriert durch den Erfolg des Begriffs Podcast, der einen neuen mehrschrittigen technischen Ablauf in einem griffigen Wort zusammenfasst und sehr schnell Verbreitung in der Welt fand, sah Udell die Zeit gekommen, einen Oberbegriff zu prägen.
Der Begriff leitet sich sprachlich von den englischen Bestandteilen screen (Bild oder Bildschirm) und cast (von broadcasting = Radio-/Rundfunk) ab.

## Formen der Anwendung
Es gibt eine Vielzahl von Inhalten, die über Screencasts transportiert werden können – das Konzept ist aber immer dasselbe:
- die Bedienung einer Software lehren
- Installationsvorgänge dokumentieren
- neue Eigenschaften der Software darstellen
- Dokumentation von Programmfehlern zur Unterstützung der Fehlerbehebung durch die Entwickler

Screencasts sind meist nur kurze Videos, selten mehr als 5 bis 10 Minuten lang. Sie zeigen z. B. gezielt kleine Teilaspekte eines Produktes oder einer Software und können auch als Werbemaßnahme genutzt werden.

## Technische Aspekte
Um einen Screencast aufzunehmen, bedarf es einer Bildschirmkamera (oder Screencamera). Das ist meist eine Software, die ein digitales Video als Folge von Einzelbildern eines Computerbildschirms erzeugt. Eine „Bildschirmkamera“ hat daher keine optischen Bauteile, da die Bildinformationen direkt aus dem Bildschirmspeicher gelesen werden.
Im Gegensatz zu Streaming-Videos kann der Nutzer die erzeugten Videos zu jeder Zeit anhalten oder beliebig oft anschauen, um einzelne Inhalte nachzuvollziehen.

### Erzeugung
Beim Erzeugen eines Bildschirmvideos sind diese Parameter relevant:
- der Bereich, der aufgenommen werden soll, üblicherweise ein Bildschirmausschnitt oder der gesamte Bildschirm
- die Bildwiederholfrequenz der Aufzeichnung, je nach Anwendungszweck zwischen etwa 24 Hz und der Bildwiederholfrequenz des Bildschirms
- die Videokompression und Audiodatenkompression, um zwischen einer detailgetreuen Aufzeichnung und geringem Speicherbedarf abzuwägen.

Während der Aufnahme wird wie bei einem Screenshot eine Folge von Einzelbildern aufgenommen, die anschließend zu einem Video zusammengesetzt werden. Die dazugehörige Tonspur kann bereits während der Aufnahme aufgezeichnet werden, das Video kann auch später nachvertont werden.
Nach Abschluss der Aufnahme kann das Video noch nachbearbeitet werden, z. B. durch Schneiden, Hervorheben einzelner Bildschirmausschnitte und Nachvertonen.
Für unterschiedliche Auslieferungsformate wie CD (Compact Disc), DVD oder über das Internet kann das fertige Bildschirmvideo noch stärker komprimiert beziehungsweise in ein anderes Videoformat umgewandelt werden.

## Software zum Erstellen
Open-Source-Vertreter
- CamStudio (nur englisch, ausschließlich Windows, Probleme bei Hardware-beschleunigten Applikationen)
- recordMyDesktop (ausschließlich Linux)
- VirtualDub Videoschnitt und Kompression von Bildschirmvideos (Windows)
- Open Broadcaster Software für Linux, Windows und Mac – enthält Screencast Recorder
- VLC (Linux, Windows, Mac, …)

Proprietäre Vertreter sind
- Adobe Captivate (kommerziell)
- balesio TurboDemo (kommerziell)
- Camtasia Studio (kommerziell, Windows und Mac, proprietärer Codec)
- Fraps (nur in englischer Sprache)
- Microsoft Expression Encoder (Freeware, Windows)
- Wink (Verfügbar für Linux und Windows, Einzel-Screenshots statt Video)
- Apple QuickTime (Screencast-Funktion nur unter MacOS verfügbar)
- Xbox

## Hardware zum Erstellen
Proprietäre Vertreter sind
- VGA2USB (externe Hardware-Lösung für USB von Epiphan Systems)